# Ogcodes guttatus
Ogcodes guttatus är en tvåvingeart som beskrevs av Costa 1854. Ogcodes guttatus ingår i släktet Ogcodes och familjen kulflugor. Inga underarter finns listade i Catalogue of Life.